# Tatort: Keine Tricks, Herr Bülow
Keine Tricks, Herr Bülow ist ein Krimi der Reihe Tatort, der erstmals am 28. Mai 1989 in der ARD ausgestrahlt wurde. In seinem fünften Tatort muss der Berliner Kriminalhauptkommissar Bülow die Entführung und Ermordung einer Bekannten und eine Vergewaltigungs- und Mordserie aufklären.

## Handlung
Vier bewaffnete Gangster überfallen eine Bank in der West-Berliner Innenstadt. Als zufällig ein Polizist in die Bank kommt, der Geld abheben will, eröffnen die Gangster das Feuer auf ihn und verletzen diesen schwer. Er kann sich mit letzter Kraft ins Freie schleppen und seinen dort wartenden Kollegen alarmieren, der Verstärkung ruft. Als diese eintrifft, nehmen die Gangster die Bankangestellten und Kunden als Geiseln. Der verletzte Polizist ist indessen außer Lebensgefahr. Bülow kann die Situation retten, indem er auf die Geiselgangster zugeht, sie darüber informiert, dass sie niemanden getötet haben und sie zur Aufgabe überreden will. Zwei der Gangster wollen Bülow erschießen. Allerdings werden sie von ihren beiden Komplizen, die aufgabewillig sind, überwältigt, so dass die Geiselnahme beendet werden kann.
Zurück im Büro bespricht Bülow mit seiner neuen Assistentin Jellineck eine Vergewaltigungsserie, für deren Aufklärung er sie als Lockvogel einsetzen will. Während Bülow mit seinem Kollegen Brinkmann zu Abend isst, wird er von seiner Bekannten Franziska Gellert angesprochen, die sich seit Wochen verfolgt fühlt. Am selben Abend wird eine weitere junge Frau vergewaltigt und ermordet. Tatort ist wie bei den Taten zuvor eine Schrebergartenkolonie. Bülow macht es stutzig, dass der Täter den Lockvogel nicht attackiert hat, aber gleich beim nächsten potentiellen Opfer zuschlug. Daher mutmaßen er und sein Team, dass der Täter in den eigenen Reihen zu suchen sein könnte, und Bülow ordnet eine Überprüfung der Beamten an. Unterdessen findet ein Beamter mitten in Berlin das verlassene Cabriolet von Franziska Gellert auf. Bülow sucht Franziska Gellerts Schwester Nicole Mathern auf. Diese wirkt paralysiert und erzählt Bülow, dass ihre Schwester entführt worden sei. Sie gibt an, einen Anruf vom Entführer erhalten zu haben, der zwei Millionen D-Mark Lösegeld verlange. Herr Gellert, der gerade versucht, einen seiner Nachtclubs zu verkaufen, macht seiner Schwägerin Vorwürfe, dass diese Bülow informiert hat. Er wollte sich strikt an die Anweisung des Entführers halten, keine Polizei einzuschalten. Da Bülow jetzt ohnehin Bescheid weiß, erklärt sich Herr Gellert zur Kooperation bereit.
Kriminalobermeisterin Jellineck geht wieder als Lockvogel durch die Schrebergartenkolonie, immer im Auge ihrer Kollegen. Wiederum wird die Operation ergebnislos abgebrochen. Am nächsten Morgen sucht Bülow mit Kollegen die Villa Gellert auf, um die Geldübergabe an den Entführer zu überwachen, da Herr Gellert sich entschlossen hat, doch zu zahlen. Der Entführer hat ein Tonband mit einer Nachricht von Frau Gellert geschickt, in dem er die Übergabemodalitäten über die Geisel ausrichtet. Herr Gellert bittet Bülow inständig, keine Tricks anzuwenden. Kurz darauf erhält Gellert einen Brief bezüglich des Übergabeortes. Bülow und einer seiner Assistenten entdecken, dass die Sandkiste für den Winternotdienst, in der das Geld deponiert werden soll, ein Loch hat und die Kiste über einen Gully-Deckel gestellt wurde, da der Entführer offensichtlich plant, das Geld über die Kanalisation aus der Sandkiste abzuholen. Bülow und seinen Leuten gelingt es, dem Entführer eine Falle zu stellen und ihn festzunehmen. Es handelt sich um einen von Gellerts Hausangestellten, Leo Kussow. Bei der Durchsicht des Geldkoffers stellt sich heraus, dass Gellert tatsächlich nur den jeweils ersten Schein der Geldbündel mit echtem Geld, den Rest mit Papier versehen hat, obwohl er selbst doch Bülow aufgefordert hatte, keine Tricks zu begehen. Kussow sagt aus, mit der Entführung nichts zu tun zu haben, sondern nur die Entführung und die Tatsache, dass sich der Entführer nicht mehr gemeldet hat, ausgenutzt zu haben, um an Geld zu kommen. Gellert gibt an, den Trick mit dem Geld begangen zu haben, weil er im letzten Moment doch nicht mehr sicher war, dass es sich um den echten Erpresser handelt. Gellert hat allerdings eine weitere Nachricht mit konkreten Übergabemodalitäten am S-Bahnhof Schlachtensee erhalten und auch bereits ausgeführt, weil die Entführer mitbekommen hatten, dass die Polizei eingeschaltet war. Die Frau ist allerdings trotz der Übergabe noch immer nicht frei. Kriminalobermeisterin Jellineck findet in der Zwischenzeit heraus, dass die Telefonzelle am S-Bahnhof Schlachtensee seit drei Tagen außer Betrieb ist, mithin die Angaben von Herrn Gellert nicht stimmen können.
Bülow kommt auch im Vergewaltigungsfall weiter, denn es ist auffällig, dass der Zeuge Otto Patschke in allen Fällen Zeuge war. Patschke ist der Verlobte der Schreibkraft Frau Heinemann aus Bülows Büro und kam somit an die Einsatzpläne für die „Lockvögel“ heran. Bülow plant, Patschke eine Falle zu stellen. Jellineck geht nachts zu Patschkes Haus und gibt vor, sich verlaufen zu haben und nach dem Weg fragen zu wollen. Doch wieder misslingt die Aktion, Patschke geht nicht auf die Falle ein. Als Jellineck die Nachricht über Funk erhält und sich von Patschkes Haus entfernt, wird sie plötzlich vom maskierten Vergewaltiger überfallen. Die Kollegen kommen in letzter Sekunde zu Hilfe, der Täter versucht zu fliehen, wird jedoch von Bülow gestellt. Unter der Maske des Serienvergewaltigers und -mörders befindet sich tatsächlich Patschke. Er gesteht schließlich und gibt an, einen Auftrag vom Herrn gefolgt zu sein, da die jungen Frauen alle „schamlos“ gekleidet herumliefen, um die Männer zu erregen, deswegen habe er es tun müssen. Tags darauf wird an der Berliner Mauer Franziska Gellert erschossen aufgefunden. Brinkmann informiert Bülow weiterhin darüber, dass der Fundort nicht der Tatort ist. Bülow ist entsetzt, denn er dachte, dass die Entführung nur vorgetäuscht war.
Bülow und sein Team hören sich noch einmal den letzten Anruf von Frau Gellert bei ihrem Mann an und hören im Hintergrund die Glocke eines Eiermanns, den sie ausfindig machen. Jellineck befragt den Eiermann, wo er am Vortag seine Eier verkauft habe. Er gibt an, am Vortag nur in der Straße, in der er sich gerade befinde, also der, in der die Gellerts wohnen, verkauft zu haben. Bülow geht zu Gellert und verhaftet ihn wegen des Verdachts der Vortäuschung einer Straftat und Mordes. Bülow hält ihm seine Schulden vor, aufgrund dessen er kurz vor dem Bankrott steht. Er hält Gellert vor, dass dieser im Zusammenspiel mit seiner Frau die Entführung vorgetäuscht hat und die Erpressungsbänder im Haus aufgenommen worden waren. Gellert verlangt daraufhin nach einem Anwalt und verweigert die weitere Aussage. Bülow lässt Gellert abführen und konfrontiert daraufhin die Schwester von Frau Gellert Nicole Mathern mit dem Vorwurf, sie stecke in der vorgetäuschten Entführung mit drin und hätte ihre eigene Schwester erschossen, da sie es auf ihren Schwager abgesehen habe. Während Gellert seine Sachen für die Untersuchungshaft zusammenpackt, gelingt es ihm, den ihn bewachenden Polizeibeamten niederzuschlagen und zu fliehen. Mathern gibt schließlich zu, bei der vorgetäuschten Entführung mitgemacht zu haben und gibt an, dass dieses die Idee ihrer Schwester gewesen sei. Mit dem Mord habe sie allerdings nichts zu tun, das sei die Tat ihres Schwagers gewesen. Gellert versucht derweil, West-Berlin zu verlassen, scheitert jedoch an der Insellage der Stadt. Am Flughafen Tegel stehen schon Polizeibeamte an der Passkontrolle und auch am Grenzübergang Dreilinden und am Bahnhof Zoo fahnden bereits Beamte nach ihm. Nicole Mathern gibt schließlich zu, ein Verhältnis mit ihrem Schwager Gellert gehabt zu haben, den Mord bestreitet sie weiterhin. Sie gibt abschließend den Hinweis, dass Gellert eine Zweitwohnung habe, in der er aber nicht gemeldet sei. Die Polizei stürmt schließlich diese Wohnung, von Gellert fehlt dort aber zunächst jede Spur. Bülow entdeckt jedoch, dass erst vor kurzem jemand in der Wohnung gewesen sein muss und dass das Fenster offensteht. Gellert steht draußen auf dem Sims der Außenfassade. Bülow will Gellert, der nicht schwindelfrei ist, hineinziehen, dieser stürzt jedoch in den Tod. In seiner Hand hatte er bis zuletzt den Geldkoffer mit dem angeblichen Lösegeld, mit dem er seine finanziellen Sorgen hatte lösen wollen.

## Entstehung & Veröffentlichung
Keine Tricks, Herr Bülow wurde vom Sender Freies Berlin produziert unter Redaktion von Dietgar Bansberg. Die Folge wurde im Zeitraum zwischen dem 1. Oktober und dem 6. November 1987 in West-Berlin gedreht. Die Kostüme stammen von Jutta Schwarzat, für die Maske waren Marina Wendt und Karin Akrim zuständig. Den Ton verantwortete Harro Brödler.
Die Kritiker der Fernsehzeitschrift TV-Spielfilm beurteilen diesen Tatort mittelmäßig und kommentieren: „Zu viele Tricks für einen spannenden Fall“.